# SN 2001ev
SN 2001ev – supernowa typu II odkryta 11 października 2001 roku w galaktyce UGC 2653. W momencie odkrycia miała maksymalną jasność 18,80m.